# Coppa Italia Serie D 2008-2009
La Coppa Italia Serie D di calcio 2008-2009, decima edizione della manifestazione, è iniziata il 24 agosto 2008 ed è terminata il 20 maggio 2009 con la vittoria del Sapri.

## Regolamento
La formula dell'edizione 2008-09 della Coppa Italia Serie D è rimasta più o meno invariata rispetto alla precedente. Vi partecipano 142 squadre di Serie D, a cui si aggiungono le società eliminate al Primo Turno della TIM Cup e della Coppa Italia Lega Pro.

Alla prima fase prendono parte le 142 squadre di Serie D, raggruppate sia in gare di andata e ritorno che in triangolari. Dalla seconda fase entrano in gioco le squadre eliminate dalla TIM Cup e dalla Coppa Italia Lega Pro. Questa fase prevede sia gare di andata e ritorno tra due squadre che tornei triangolari. In seguito Sedicesimi, Ottavi, Quarti, Semifinali e Finale con gare di andata e ritorno.

Durante la fase ad eliminazione diretta, nel caso di parita al termine dei due incontri, non verranno disputati i tempi supplementari ma si tireranno direttamente i calci di rigore.

## Primo Turno
| Regione                      |                        | 24.8.2008 | 31.8.2008       |                    |
| ---------------------------- | ---------------------- | --------- | --------------- | ------------------ |
| Piemonte Valle d'Aosta       | Rivarolese             | 3 - 2     | 0 - 1           | Valle d'Aosta      |
| Piemonte                     | Lottogiaveno           | 1 - 2     | 0 - 1           | Rivoli             |
| Piemonte                     | Pro Belvedere Vercelli | 2 - 2     | 3 - 1           | Casale             |
| Piemonte                     | Cuneo                  | 1 - 2     | 2 - 1 (3-5 dcr) | Albese             |
| Piemonte                     | Novese                 | 1 - 1     | 0 - 1           | Derthona           |
| Lombardia                    | Turate                 | 0 - 1     | 0 - 1           | Sestese            |
| Lombardia                    | Voghera                | 1 - 0     | 4 - 1           | Casteggio Broni    |
| Lombardia                    | Olginatese             | 2 - 0     | 0 - 2 (2-5 dcr) | Renate             |
| Lombardia                    | Merate                 | 2 - 2     | 2 - 3           | AlzanoCene         |
| Lombardia                    | Darfo Boario           | 1 - 2     | 4 - 1           | Salò               |
| Lombardia                    | Feralpi Lonato         | 0 - 0     | 1 - 1           | Nuova Verolese     |
| Lombardia Veneto             | Castellana             | 1 - 1     | 1 - 3           | Somma              |
| Veneto                       | Virtus Vecomp Verona   | 3 - 3     | 2 - 1           | Domegliara         |
| Veneto                       | Eurotezze              | 3 - 1     | 3 - 3           | Union Quinto       |
| Veneto                       | Albignasego            | 2 - 0     | 0 - 1           | Este               |
| Trentino-Alto Adige          | Bolzano                | 0 - 3     | 1 - 1           | Trento             |
| Veneto Friuli-Venezia Giulia | Belluno                | 0 - 1     | 3 - 1           | Tamai              |
| Veneto                       | Sandonà 1922           | 0 - 2     | 2 - 4           | Città di Jesolo    |
| Emilia-Romagna               | Crociati Noceto        | 2 - 1     | 1 - 0           | Fiorenzuola        |
| Emilia-Romagna Lombardia     | Virtus Castelfranco    | 2 - 1     | 1 - 2 (3-6 dcr) | Suzzara            |
| Emilia-Romagna               | Mezzolara              | 0 - 0     | 0 - 1           | Comacchio Lidi     |
| Emilia-Romagna               | Russi                  | 1 - 0     | 3 - 3           | Castel San Pietro  |
| Emilia-Romagna               | Santarcangelo          | 1 - 0     | 0 - 1 (1-4 dcr) | Verucchio          |
| Liguria                      | Savona                 | 2 - 3     | 2 - 1           | Sestrese           |
| Umbria Toscana               | Pontevecchio           | 1 - 1     | 4 - 1           | Sansovino          |
| Liguria                      | Sestri Levante         | 2 - 1     | 0 - 0           | Virtus Entella     |
| Toscana                      | Sestese                | 1 - 0     | 0 - 2           | Calenzano          |
| Toscana                      | Armando Picchi         | 2 - 1     | 0 - 3           | Ponsacco           |
| Toscana                      | Forcoli                | 1 - 0     | 2 - 1           | Montevarchi        |
| Toscana                      | Gavorrano              | 2 - 2     | 2 - 2 (7-8 dcr) | Sangimignano       |
| Toscana                      | Fortis Juventus        | 0 - 1     | 0 - 2           | Scandicci          |
| Toscana Umbria               | Sansepolcro            | 2 - 0     | 0 - 4           | Deruta             |
| Lazio Umbria                 | Viterbese              | 0 - 4     | 1 - 1           | Orvietana          |
| Marche                       | Real Montecchio        | 0 - 0     | 1 - 3           | Fano               |
| Abruzzo                      | Luco Canistro          | 2 - 2     | 2 - 0           | Casoli             |
| Molise                       | Olympia Agnonese       | 1 - 1     | 1 - 1 (5-4 dcr) | Atletico Trivento  |
| Lazio                        | Flaminia C.C.          | 1 - 3     | 1 - 2           | Monterotondo       |
| Lazio                        | Guidonia Montecelio    | 1 - 1     | 0 - 2           | Rieti              |
| Lazio                        | Astrea                 | 2 - 1     | 1 - 1           | Civitavecchia      |
| Lazio                        | LVPA Frascati          | 2 - 1     | 1 - 2 (4-3 dcr) | Cynthia            |
| Lazio                        | Ferentino              | 0 - 0     | 3 - 0           | Boville Ernica     |
| Molise Lazio                 | Venafro                | 1 - 1     | 0 - 1           | Gaeta              |
| Campania                     | Sant'Antonio Abate     | 1 - 4     | 3 - 0           | Viribus Unitis     |
| Campania                     | Neapolis               | 1 - 4     | 1 - 1           | Pomigliano         |
| Campania                     | Gelbison Cilento Vallo | 3 - 2     | 0 - 1           | Angri              |
| Campania                     | Turris                 | 3 - 3     | 0 - 1           | Vico Equense       |
| Campania                     | Sapri                  | 2 - 3     | 4 - 2           | Nocerina           |
| Basilicata                   | Matera                 | 4 - 0     | 3 - 2           | Sporting Genzano   |
| Puglia                       | Brindisi               | 2 - 2     | 4 - 1           | Grottaglie         |
| Puglia                       | Fasano                 | 0 - 1     | 1 - 1           | Francavilla Calcio |
| Calabria Basilicata          | Castrovillari          | 1 - 1     | 1 - 1 (3-5 dcr) | FC Francavilla     |
| Calabria                     | HinterReggio           | 2 - 2     | 1 - 1           | Rosarno            |
| Sicilia                      | Adrano                 | 1 - 0     | 2 - 0           | Acicatena          |
| Sicilia                      | Vittoria               | 2 - 0     | 0 - 1           | Modica             |
| Sicilia                      | Trapani                | 2 - 3     | 0 - 1           | Nissa              |
| Sardegna                     | Villacidrese           | 1 - 1     | 2 - 1           | Budoni             |

### Gruppo A (Piemonte)
| Squadra                 | P.ti | G | V | N | P | GF | GS | DR |
| ----------------------- | ---- | - | - | - | - | -- | -- | -- |
| 1. Ciriè                | 4    | 2 | 1 | 1 | 0 | 4  | 3  | +1 |
| 2. Borgomanero          | 2    | 2 | 0 | 2 | 0 | 5  | 5  | +0 |
| 3. Pro Settimo & Eureka | 1    | 2 | 0 | 1 | 1 | 2  | 3  | -1 |

| 24 agosto 2008 | Borgomanero | 2 – 2 | Pro Settimo & Eureka |  |

| 27 agosto 2008 | Ciriè | 3 – 3 | Borgomanero |  |

| 31 agosto 2008 | Pro Settimo & Eureka | 0 – 1 | Ciriè |  |

### Gruppo B (VenetoeFriuli-Venezia Giulia)
| Squadra             | P.ti | G | V | N | P | GF | GS | DR |
| ------------------- | ---- | - | - | - | - | -- | -- | -- |
| 1. Sanvitese        | 4    | 2 | 1 | 1 | 0 | 3  | 1  | +2 |
| 2. Pordenone        | 4    | 2 | 1 | 1 | 0 | 2  | 1  | +1 |
| 3. Sagittaria Julia | 0    | 2 | 0 | 0 | 2 | 2  | 5  | -3 |

| 24 agosto 2008 | Sanvitese | 0 – 0 | Pordenone |  |

| 27 agosto 2008 | Sagittaria Julia | 1 – 3 | Sanvitese |  |

| 31 agosto 2008 | Pordenone | 2 – 1 | Sagittaria Julia |  |

### Gruppo C (Lombardia)
| Squadra       | P.ti | G | V | N | P | GF | GS | DR |
| ------------- | ---- | - | - | - | - | -- | -- | -- |
| 1. Colognese  | 6    | 2 | 2 | 0 | 0 | 6  | 4  | +2 |
| 2. USO Calcio | 1    | 2 | 0 | 1 | 1 | 5  | 6  | -1 |
| 3. Fanfulla   | 1    | 2 | 0 | 1 | 1 | 3  | 4  | -1 |

| 24 agosto 2008 | Colognese | 4 – 3 | USO Calcio |  |

| 27 agosto 2008 | USO Calcio | 2 – 2 | Fanfulla |  |

| 31 agosto 2008 | Fanfulla | 1 – 2 | Colognese |  |

### Gruppo D (Sicilia)
| Squadra        | P.ti | G | V | N | P | GF | GS | DR |
| -------------- | ---- | - | - | - | - | -- | -- | -- |
| 1. Palazzolo   | 6    | 2 | 2 | 0 | 0 | 2  | 0  | +2 |
| 2. Siracusa    | 3    | 2 | 1 | 0 | 1 | 1  | 1  | +0 |
| 3. Castiglione | 0    | 2 | 0 | 0 | 2 | 0  | 2  | -2 |

| 24 agosto 2008 | Siracusa | 0 – 1 | Palazzolo |  |

| 27 agosto 2008 | Castiglione | 0 – 1 | Siracusa |  |

| 31 agosto 2008 | Palazzolo | 1 – 0 | Castiglione |  |

### Gruppo E (Marche)
| Squadra                 | P.ti | G | V | N | P | GF | GS | DR |
| ----------------------- | ---- | - | - | - | - | -- | -- | -- |
| 1. Recanatese           | 4    | 2 | 1 | 1 | 0 | 2  | 0  | +2 |
| 2. Maceratese           | 3    | 2 | 1 | 0 | 1 | 2  | 3  | -1 |
| 3. Elpidiense Cascinare | 1    | 2 | 0 | 1 | 1 | 1  | 2  | -1 |

| 24 agosto 2008 | Maceratese | 0 – 2 | Recanatese |  |

| 27 agosto 2008 | Elpidiense Cascinare | 1 – 2 | Maceratese |  |

| 31 agosto 2008 | Recanatese | 0 – 0 | Elpidiense Cascinare |  |

### Gruppo F (MarcheeAbruzzo)
| Squadra         | P.ti | G | V | N | P | GF | GS | DR |
| --------------- | ---- | - | - | - | - | -- | -- | -- |
| 1. Grottammare  | 4    | 2 | 1 | 1 | 0 | 1  | 0  | +1 |
| 2. Santegidiese | 3    | 2 | 1 | 0 | 1 | 4  | 3  | +1 |
| 3. Centobuchi   | 1    | 2 | 0 | 1 | 1 | 2  | 4  | -2 |

| 24 agosto 2008 | Grottammare | 0 – 0 | Centobuchi |  |

| 27 agosto 2008 | Santegidiese | 0 – 1 | Grottammare |  |

| 31 agosto 2008 | Centobuchi | 2 – 4 | Santegidiese |  |

### Gruppo G (Abruzzo)
| Squadra        | P.ti | G | V | N | P | GF | GS | DR |
| -------------- | ---- | - | - | - | - | -- | -- | -- |
| 1. Chieti      | 6    | 2 | 2 | 0 | 0 | 4  | 2  | +2 |
| 2. Pro Vasto   | 1    | 2 | 0 | 1 | 1 | 3  | 4  | -1 |
| 3. Morro d'Oro | 1    | 2 | 0 | 1 | 1 | 1  | 2  | -1 |

| 24 agosto 2008 | Pro Vasto | 2 – 3 | Chieti |  |

| 27 agosto 2008 | Morro d'Oro | 1 – 1 | Pro Vasto |  |

| 31 agosto 2008 | Chieti | 1 – 0 | Morro d'Oro |  |

### Gruppo H (LiguriaeToscana)
| Squadra      | P.ti | G | V | N | P | GF | GS | DR |
| ------------ | ---- | - | - | - | - | -- | -- | -- |
| 1. Cecina    | 6    | 2 | 2 | 0 | 0 | 3  | 1  | +2 |
| 2. Sarzanese | 3    | 2 | 1 | 0 | 1 | 4  | 3  | +1 |
| 3. Lavagnese | 0    | 2 | 0 | 0 | 2 | 3  | 6  | -3 |

| 24 agosto 2008 | Cecina | 1 – 0 | Sarzanese |  |

| 27 agosto 2008 | Sarzanese | 4 – 2 | Lavagnese |  |

| 31 agosto 2008 | Lavagnese | 1 – 2 | Cecina |  |

### Gruppo I (Campania)
| Squadra               | P.ti | G | V | N | P | GF | GS | DR |
| --------------------- | ---- | - | - | - | - | -- | -- | -- |
| 1. Ischia             | 4    | 2 | 1 | 1 | 0 | 2  | 1  | +1 |
| 2. Pianura            | 3    | 2 | 1 | 0 | 1 | 3  | 3  | +0 |
| 3. Atletico Puteolana | 1    | 2 | 0 | 1 | 1 | 1  | 2  | -1 |

| 24 agosto 2008 | Ischia Isolaverde | 2 – 1 | Pianura |  |

| 27 agosto 2008 | Pianura | 2 – 1 | Atletico Puteolana |  |

| 31 agosto 2008 | Atletico Puteolana | 0 – 0 | Ischia Isolaverde |  |

### Gruppo J (Sardegna)
| Squadra        | P.ti | G | V | N | P | GF | GS | DR |
| -------------- | ---- | - | - | - | - | -- | -- | -- |
| 1. Tavolara    | 4    | 2 | 1 | 1 | 0 | 2  | 1  | +1 |
| 2. Arzachena   | 3    | 2 | 1 | 1 | 0 | 4  | 4  | +0 |
| 3. Calangianus | 1    | 2 | 0 | 1 | 1 | 2  | 3  | -1 |

| 24 agosto 2008 | Tavolara | 0 – 0 | Calangianus |  |

| 27 agosto 2008 | Arzachena | 1 – 2 | Tavolara |  |

| 31 agosto 2008 | Calangianus | 2 – 3 | Arzachena |  |

## Secondo Turno
| Regione             |                        | 10.9.2008 | 01.10.2008 |              |
| ------------------- | ---------------------- | --------- | ---------- | ------------ |
| Veneto              | Chioggia Sottomarina   | 1 - 3     | 1 - 2      | Albignasego  |
| Toscana             | Pontedera              | 0 - 0     | 1 - 0      | Forcoli      |
| Toscana             | Scandicci              | 3 - 1     | 0 - 2      | Calenzano    |
| Umbria              | Orvietana              | 1 - 2     | 0 - 0      | Pontevecchio |
| Puglia              | Francavilla Calcio     | 3 - 0     | 2 - 1      | Brindisi     |
| Puglia Basilicata   | Bitonto                | 0 - 3     | 0 - 0      | Matera       |
| Basilicata Campania | FC Francavilla         | 0 - 2     | 0 - 3      | Sapri        |
| Campania            | Bacoli Sibilla Flegrea | 0 - 3     | 2 - 0      | Vico Equense |
| Campania            | Pomigliano             | 3 - 3     | 4 - 3      | Angri        |
| Calabria Sicilia    | Rosarno                | 2 - 1     | 1 - 0      | Adrano       |

### Gruppo A (PiemonteeLiguria)
| Squadra           | P.ti | G | V | N | P | GF | GS | DR |
| ----------------- | ---- | - | - | - | - | -- | -- | -- |
| 1. Sestri Levante | 4    | 2 | 1 | 1 | 0 | 2  | 1  | +1 |
| 2. Albese         | 3    | 2 | 1 | 0 | 1 | 3  | 2  | +1 |
| 3. Sestrese       | 1    | 2 | 0 | 1 | 1 | 2  | 4  | -2 |

| 10 settembre 2008 | Sestri Levante | 1 – 0 | Albese |  |

| 24 settembre 2008 | Albese | 3 – 1 | Sestrese |  |

| 1º ottobre 2008 | Sestrese | 1 – 1 | Sestri Levante |  |

### Gruppo B (Valle d'Aosta,PiemonteeLombardia)
| Squadra          | P.ti | G | V | N | P | GF | GS | DR |
| ---------------- | ---- | - | - | - | - | -- | -- | -- |
| 1. Biellese      | 2    | 2 | 0 | 2 | 0 | 4  | 4  | +0 |
| 2. Valle d'Aosta | 2    | 2 | 0 | 2 | 0 | 3  | 3  | +0 |
| 3. Solbiatese    | 2    | 2 | 0 | 2 | 0 | 3  | 3  | +0 |

| 10 settembre 2008 | Valle d'Aosta | 2 – 2 | Biellese |  |

| 24 settembre 2008 | Solbiatese | 1 – 1 | Valle d'Aosta |  |

| 1º ottobre 2008 | Biellese | 2 – 2 | Solbiatese |  |

### Gruppo C (Piemonte)
| Squadra                   | P.ti | G | V | N | P | GF | GS | DR |
| ------------------------- | ---- | - | - | - | - | -- | -- | -- |
| 1. Pro Belvedere Vercelli | 6    | 2 | 2 | 0 | 0 | 6  | 1  | +5 |
| 2. Ciriè                  | 1    | 2 | 0 | 1 | 1 | 1  | 3  | -2 |
| 3. Rivoli                 | 1    | 2 | 0 | 1 | 1 | 2  | 5  | -3 |

| 10 settembre 2008 | Rivoli | 1 – 1 | Ciriè |  |

| 24 settembre 2008 | Pro Belvedere | 4 – 1 | Rivoli |  |

| 1º ottobre 2008 | Ciriè | 0 – 2 | Pro Belvedere |  |

### Gruppo D (Piemonte,Lombardia, eEmilia-Romagna)
| Squadra            | P.ti | G | V | N | P | GF | GS | DR |
| ------------------ | ---- | - | - | - | - | -- | -- | -- |
| 1. Crociati Noceto | 6    | 2 | 2 | 0 | 0 | 3  | 1  | +2 |
| 2. Voghera         | 3    | 2 | 1 | 0 | 1 | 4  | 3  | +1 |
| 3. Derthona        | 0    | 2 | 0 | 0 | 2 | 1  | 4  | -3 |

| 10 settembre 2008 | Derthona | 1 – 3 | Voghera |  |

| 24 settembre 2008 | Crociati Noceto | 1 – 0 | Derthona |  |

| 1º ottobre 2008 | Voghera | 1 – 2 | Crociati Noceto |  |

### Gruppo E (Lombardia)
| Squadra     | P.ti | G | V | N | P | GF | GS | DR |
| ----------- | ---- | - | - | - | - | -- | -- | -- |
| 1. Renate   | 4    | 2 | 1 | 1 | 0 | 2  | 0  | +2 |
| 2. Sestese  | 4    | 2 | 1 | 1 | 0 | 2  | 1  | +1 |
| 3. Caratese | 0    | 2 | 0 | 0 | 2 | 1  | 4  | -3 |

| 10 settembre 2008 | Sestese | 0 – 0 | Renate |  |

| 24 settembre 2008 | Caratese | 1 – 2 | Sestese |  |

| 1º ottobre 2008 | Renate | 2 – 0 | Caratese |  |

### Gruppo F (Lombardia)
| Squadra       | P.ti | G | V | N | P | GF | GS | DR |
| ------------- | ---- | - | - | - | - | -- | -- | -- |
| 1. Colognese  | 6    | 2 | 2 | 0 | 0 | 3  | 0  | +3 |
| 2. Tritium    | 3    | 2 | 1 | 0 | 1 | 1  | 1  | +0 |
| 3. AlzanoCene | 0    | 2 | 0 | 0 | 2 | 0  | 3  | -3 |

| 10 settembre 2008 | Colognese | 2 – 0 | AlzanoCene |  |

| 24 settembre 2008 | AlzanoCene | 0 – 1 | Tritium |  |

| 1º ottobre 2008 | Tritium | 0 – 1 | Colognese |  |

### Gruppo G (LombardiaeVeneto)
| Squadra           | P.ti | G | V | N | P | GF | GS | DR |
| ----------------- | ---- | - | - | - | - | -- | -- | -- |
| 1. Darfo Boario   | 6    | 2 | 2 | 0 | 0 | 4  | 2  | +2 |
| 2. Somma          | 3    | 2 | 1 | 0 | 1 | 4  | 4  | +0 |
| 3. Feralpi Lonato | 0    | 2 | 0 | 0 | 2 | 1  | 3  | -2 |

| 10 settembre 2008 | Feralpi Lonato | 0 – 1 | Darfo Boario |  |

| 24 settembre 2008 | Somma | 2 – 1 | Feralpi Lonato |  |

| 1º ottobre 2008 | Darfo Boario | 3 – 2 | Somma |  |

### Gruppo H (Trentino-Alto AdigeeVeneto)
| Squadra                | P.ti | G | V | N | P | GF | GS | DR |
| ---------------------- | ---- | - | - | - | - | -- | -- | -- |
| 1. Montecchio Maggiore | 4    | 2 | 1 | 1 | 0 | 4  | 2  | +2 |
| 2. Virtus Verona       | 4    | 2 | 1 | 1 | 0 | 4  | 3  | +1 |
| 3. Trento              | 0    | 2 | 0 | 0 | 2 | 1  | 4  | -3 |

| 10 settembre 2008 | Trento | 1 – 2 | Virtus Verona |  |

| 24 settembre 2008 | Montecchio | 2 – 0 | Trento |  |

| 1º ottobre 2008 | Virtus Verona | 2 – 2 | Montecchio |  |

### Gruppo I (Veneto)
| Squadra         | P.ti | G | V | N | P | GF | GS | DR |
| --------------- | ---- | - | - | - | - | -- | -- | -- |
| 1. Eurotezze    | 4    | 2 | 1 | 1 | 0 | 2  | 0  | +2 |
| 2. Belluno      | 3    | 2 | 1 | 0 | 1 | 2  | 3  | -1 |
| 3. Montebelluna | 1    | 2 | 0 | 1 | 1 | 1  | 2  | -1 |

| 10 settembre 2008 | Montebelluna | 0 – 0 | Eurotezze |  |

| 24 settembre 2008 | Belluno | 2 – 1 | Montebelluna |  |

| 1º ottobre 2008 | Eurotezze | 2 – 0 | Belluno |  |

### Gruppo J (VenetoeFriuli-Venezia Giulia)
| Squadra            | P.ti | G | V | N | P | GF | GS | DR |
| ------------------ | ---- | - | - | - | - | -- | -- | -- |
| 1. Sacilese        | 4    | 2 | 1 | 1 | 0 | 2  | 1  | +1 |
| 2. Città di Jesolo | 3    | 2 | 1 | 0 | 1 | 1  | 1  | +0 |
| 3. Sanvitese       | 1    | 2 | 0 | 1 | 1 | 1  | 2  | -1 |

| 10 settembre 2008 | Città di Jesolo | 1 – 0 | Sanvitese |  |

| 24 settembre 2008 | Sanvitese | 1 – 1 | Sacilese |  |

| 1º ottobre 2008 | Sacilese | 1 – 0 | Città di Jesolo |  |

### Gruppo K (LombardiaeEmilia-Romagna)
| Squadra         | P.ti | G | V | N | P | GF | GS | DR |
| --------------- | ---- | - | - | - | - | -- | -- | -- |
| 1. Carpi        | 6    | 2 | 2 | 0 | 0 | 5  | 2  | +3 |
| 2. Castellarano | 3    | 2 | 1 | 0 | 1 | 3  | 4  | -1 |
| 3. Suzzara      | 0    | 2 | 0 | 0 | 2 | 2  | 4  | -2 |

| 10 settembre 2008 | Castellarano | 1 – 3 | Carpi |  |

| 24 settembre 2008 | Suzzara | 1 – 2 | Castellarano |  |

| 1º ottobre 2008 | Carpi | 2 – 1 | Suzzara |  |

### Gruppo L (Emilia-Romagna)
| Squadra           | P.ti | G | V | N | P | GF | GS | DR |
| ----------------- | ---- | - | - | - | - | -- | -- | -- |
| 1. Comacchio Lidi | 4    | 2 | 1 | 1 | 0 | 3  | 1  | +2 |
| 2. Verucchio      | 3    | 2 | 1 | 0 | 1 | 4  | 3  | +1 |
| 3. Russi          | 1    | 2 | 0 | 1 | 1 | 2  | 5  | -3 |

| 10 settembre 2008 | Comacchio Lidi | 2 – 0 | Verucchio |  |

| 24 settembre 2008 | Verucchio | 4 – 1 | Russi |  |

| 1º ottobre 2008 | Russi | 1 – 1 | Comacchio Lidi |  |

### Gruppo M (Marche)
| Squadra       | P.ti | G | V | N | P | GF | GS | DR |
| ------------- | ---- | - | - | - | - | -- | -- | -- |
| 1. Recanatese | 4    | 2 | 1 | 1 | 0 | 4  | 3  | +1 |
| 2. Tolentino  | 2    | 2 | 0 | 2 | 0 | 3  | 3  | +0 |
| 3. Fano       | 1    | 2 | 0 | 1 | 1 | 2  | 3  | -1 |

| 10 settembre 2008 | Recanatese | 2 – 1 | Fano |  |

| 24 settembre 2008 | Fano | 1 – 1 | Tolentino |  |

| 1º ottobre 2008 | Tolentino | 2 – 2 | Recanatese |  |

### Gruppo N (Toscana)
| Squadra         | P.ti | G | V | N | P | GF | GS | DR |
| --------------- | ---- | - | - | - | - | -- | -- | -- |
| 1. Ponsacco     | 6    | 2 | 2 | 0 | 0 | 2  | 0  | +2 |
| 2. Sangimignano | 3    | 2 | 1 | 0 | 1 | 1  | 1  | +0 |
| 3. Cecina       | 0    | 2 | 0 | 0 | 2 | 0  | 2  | -2 |

| 10 settembre 2008 | Sangimignano | 0 – 1 | Mobilieri Ponsacco |  |

| 24 settembre 2008 | Cecina | 0 – 1 | Sangimignano |  |

| 1º ottobre 2008 | Mobilieri Ponsacco | 1 – 0 | Cecina |  |

### Gruppo O (UmbriaeLazio)
| Squadra   | P.ti | G | V | N | P | GF | GS | DR |
| --------- | ---- | - | - | - | - | -- | -- | -- |
| 1. Rieti  | 6    | 2 | 2 | 0 | 0 | 6  | 1  | +5 |
| 2. Deruta | 3    | 2 | 1 | 0 | 1 | 3  | 4  | -1 |
| 3. Arrone | 0    | 2 | 0 | 0 | 2 | 1  | 5  | -4 |

| 10 settembre 2008 | Deruta | 3 – 0 | Arrone |  |

| 24 settembre 2008 | Arrone | 1 – 2 | Rieti |  |

| 1º ottobre 2008 | Rieti | 4 – 0 | Deruta |  |

### Gruppo P (MarcheeAbruzzo)
| Squadra          | P.ti | G | V | N | P | GF | GS | DR |
| ---------------- | ---- | - | - | - | - | -- | -- | -- |
| 1. R.C. Angolana | 4    | 2 | 1 | 1 | 0 | 3  | 2  | +1 |
| 2. Chieti        | 3    | 2 | 1 | 0 | 1 | 4  | 2  | +2 |
| 3. Grottammare   | 1    | 2 | 0 | 1 | 1 | 1  | 4  | -3 |

| 10 settembre 2008 | Chieti | 3 – 0 | Grottammare |  |

| 24 settembre 2008 | Grottammare | 1 – 1 | R.C. Angolana |  |

| 1º ottobre 2008 | R.C. Angolana | 2 – 1 | Chieti |  |

### Gruppo Q (Lazio)
| Squadra          | P.ti | G | V | N | P | GF | GS | DR |
| ---------------- | ---- | - | - | - | - | -- | -- | -- |
| 1. Monterotondo  | 6    | 2 | 2 | 0 | 0 | 7  | 2  | +5 |
| 2. Astrea        | 3    | 2 | 1 | 0 | 1 | 3  | 3  | +0 |
| 3. LVPA Frascati | 0    | 2 | 0 | 0 | 2 | 2  | 7  | -5 |

| 10 settembre 2008 | Monterotondo | 5 – 1 | LVPA Frascati |  |

| 24 settembre 2008 | LVPA Frascati | 1 – 2 | Astrea |  |

| 8 ottobre 2008 | Astrea | 1 – 2 | Monterotondo |  |

### Gruppo R (LazioeAbruzzo)
| Squadra          | P.ti | G | V | N | P | GF | GS | DR |
| ---------------- | ---- | - | - | - | - | -- | -- | -- |
| 1. Gaeta         | 4    | 2 | 1 | 1 | 0 | 2  | 0  | +2 |
| 2. Morolo        | 3    | 2 | 1 | 0 | 1 | 4  | 2  | +2 |
| 3. Luco Canistro | 1    | 2 | 0 | 1 | 1 | 0  | 4  | -4 |

| 10 settembre 2008 | Morolo | 4 – 0 | Luco Canistro |  |

| 24 settembre 2008 | Luco Canistro | 0 – 0 | Gaeta |  |

| 1º ottobre 2008 | Gaeta | 2 – 0 | Morolo |  |

### Gruppo S (LazioeMolise)
| Squadra             | P.ti | G | V | N | P | GF | GS | DR |
| ------------------- | ---- | - | - | - | - | -- | -- | -- |
| 1. Campobasso       | 2    | 2 | 0 | 2 | 0 | 1  | 1  | +0 |
| 2. Ferentino        | 2    | 2 | 0 | 2 | 0 | 1  | 1  | +0 |
| 3. Olympia Agnonese | 2    | 2 | 0 | 2 | 0 | 0  | 0  | +0 |

| 17 settembre 2008 | Olympia Agnonese | 0 – 0 | Ferentino |  |

| 24 settembre 2008 | Campobasso | 0 – 0 | Olympia Agnonese |  |

| 1º ottobre 2008 | Ferentino | 1 – 1 | Campobasso |  |

- Campobasso (qualificato tramite sorteggio a spese del  Ferentino)

### Gruppo T (Campania)
| Squadra           | P.ti | G | V | N | P | GF | GS | DR |
| ----------------- | ---- | - | - | - | - | -- | -- | -- |
| 1. Ischia         | 4    | 2 | 1 | 1 | 0 | 6  | 1  | +5 |
| 2. Viribus Unitis | 2    | 2 | 0 | 2 | 0 | 2  | 2  | +0 |
| 3. Savoia         | 1    | 2 | 0 | 1 | 1 | 1  | 6  | -5 |

| 10 settembre 2008 | Viribus Unitis | 1 – 1 | Ischia Isolaverde |  |

| 24 settembre 2008 | Savoia | 1 – 1 | Viribus Unitis |  |

| 1º ottobre 2008 | Ischia Isolaverde | 5 – 0 | Savoia |  |

### Gruppo U (Sicilia)
| Squadra      | P.ti | G | V | N | P | GF | GS | DR |
| ------------ | ---- | - | - | - | - | -- | -- | -- |
| 1. Nissa     | 6    | 2 | 2 | 0 | 0 | 5  | 0  | +5 |
| 2. Palazzolo | 3    | 2 | 1 | 0 | 1 | 3  | 4  | -1 |
| 3. Vittoria  | 0    | 2 | 0 | 0 | 2 | 1  | 5  | -4 |

| 10 settembre 2008 | Nissa | 3 – 0 | Palazzolo |  |

| 24 settembre 2008 | Palazzolo | 3 – 1 | Vittoria |  |

| 1º ottobre 2008 | Vittoria | 0 – 2 | Nissa |  |

### Gruppo V (Sardegna)
| Squadra         | P.ti | G | V | N | P | GF | GS | DR |
| --------------- | ---- | - | - | - | - | -- | -- | -- |
| 1. Villacidrese | 6    | 2 | 2 | 0 | 0 | 7  | 0  | +7 |
| 2. Tavolara     | 1    | 2 | 0 | 1 | 1 | 0  | 2  | -2 |
| 3. Castelsardo  | 1    | 2 | 0 | 1 | 1 | 0  | 5  | -5 |

| 10 settembre 2008 | Villacidrese | 5 – 0 | Castelsardo |  |

| 24 settembre 2008 | Castelsardo | 0 – 0 | Tavolara |  |

| 1º ottobre 2008 | Tavolara | 0 – 2 | Villacidrese |  |

## Sedicesimi di finale
| Regione                      |                | 15.10.2008 | 29.10.2008      |                        |
| ---------------------------- | -------------- | ---------- | --------------- | ---------------------- |
| Piemonte                     | Biellese       | 2 - 1      | 1 - 2 (4-3 dcr) | Pro Belvedere Vercelli |
| Liguria Emilia-Romagna       | Sestri Levante | 0 - 2      | 2 - 0 (7-4 dcr) | Crociati Noceto        |
| Lombardia                    | Renate         | 2 - 1      | 1 - 0           | Darfo Boario           |
| Emilia-Romagna Lombardia     | Carpi          | 1 - 0      | 2 - 1           | Colognese              |
| Veneto                       | Albignasego    | 1 - 1      | 2 - 1           | Montecchio Maggiore    |
| Friuli-Venezia Giulia Veneto | Sacilese       | 2 - 1      | 2 - 2           | Eurotezze              |
| Emilia-Romagna Marche        | Comacchio Lidi | 2 - 0      | 1 - 1           | Recanatese             |
| Toscana                      | Calenzano      | 0 - 3      | 0 - 0           | Ponsacco               |
| Umbria Toscana               | Pontevecchio   | 0 - 0      | 1 - 2           | Pontedera              |
| Abruzzo Molise               | R.C. Angolana  | 3 - 2      | 1 - 1           | Campobasso             |
| Lazio Sardegna               | Rieti          | 2 - 1      | 0 - 4           | Villacidrese           |
| Lazio                        | Gaeta          | 3 - 0      | 1 - 4           | Monterotondo           |
| Campania                     | Sapri          | 3 - 2      | 1 - 1           | Pomigliano             |
| Campania                     | Ischia         | 0 - 0      | 1 - 3           | Vico Equense           |
| Basilicata Puglia            | Matera         | 7 - 1      | 1 - 1           | Francavilla Calcio     |
| Sicilia Calabria             | Nissa          | 3 - 0      | 0 - 4           | Rosarno                |

## Ottavi di finale
| Squadra 1                                | Totale | Squadra 2      | Andata | Ritorno |
| ---------------------------------------- | ------ | -------------- | ------ | ------- |
| andata (12.11.2008) ritorno (26.11.2008) |        |                |        |         |
| Biellese                                 | 0 - 3  | Renate         | 0 - 0  | 0 - 3   |
| Sacilese                                 | 4 - 3  | Albignasego    | 2 - 0  | 2 - 3   |
| Ponsacco                                 | 0 - 5  | Sestri Levante | 0 - 2  | 0 - 3   |
| Pontedera                                | 2 - 1  | Carpi          | 1 - 1  | 1 - 0   |
| Comacchio Lidi                           | 2 - 5  | R.C. Angolana  | 2 - 3  | 0 - 2   |
| Villacidrese                             | 3 - 2  | Gaeta          | 2 - 1  | 1 - 1   |
| Vico Equense                             | 2 - 1  | Matera         | 2 - 1  | 0 - 0   |
| Rosarno                                  | 2 - 3  | Sapri          | 2 - 1  | 0 - 2   |

## Quarti di finale
| Squadra 1                                | Totale | Squadra 2    | Andata | Ritorno |
| ---------------------------------------- | ------ | ------------ | ------ | ------- |
| andata (11.02.2009) ritorno (25.02.2009) |        |              |        |         |
| Renate                                   | 3 - 4  | Sacilese     | 2 - 2  | 1 - 2   |
| Sestri Levante                           | 2 - 6  | Villacidrese | 0 - 3  | 2 - 3   |
| R.C. Angolana                            | 3 - 1  | Pontedera    | 2 - 1  | 1 - 0   |
| Sapri                                    | 2 - 2  | Vico Equense | 1 - 0  | 1 - 2   |

## Semifinali
| Squadra 1                                | Totale | Squadra 2     | Andata | Ritorno         |
| ---------------------------------------- | ------ | ------------- | ------ | --------------- |
| andata (11.03.2009) ritorno (25.03.2009) |        |               |        |                 |
| Villacidrese                             | 1 - 1  | Sacilese      | 0 - 0  | 1 - 1           |
| Sapri                                    | 2 - 2  | R.C. Angolana | 1 - 1  | 1 - 1 (7-6 dcr) |

## Finale
La gara di andata è finita 1-0 per la Villacidrese. Il Giudice sportivo però ha inflitto la sconfitta per 3-0 a tavolino ai sardi per aver utilizzato Vittorio Cammarosano che doveva ancora scontare una giornata di squalifica risalente al 2006.
| Squadra 1    | Totale | Squadra 2 | Andata     | Ritorno    |
| ------------ | ------ | --------- | ---------- | ---------- |
|              |        |           | 22.04.2009 | 20.05.2009 |
| Villacidrese | 0 - 3  | Sapri     | 0 - 3      | 0 - 0      |

| Arbitro: | Monaco (Tivoli) |

| |            | |
| Figos 72’ | Marcatori  | |
| Floris (70' Trotti) Pili Gerardi Bregliano Palazzo (56' Manzo) Cammarosano Cordeddu Friscia Mancosu Steri Figos | Formazioni | Lamberti Ruffolo (88' Vitale) Pirozzi Toscano Schioppa Di Sole Santaniello Gallinaro (56' Di Domenico) Borrelli (68' D’Alterio) Buttazzoni Pignatta |
| Mereu | Allenatori | Pensabene |

| Arbitro: | Albertini (Ascoli Piceno) |

| |            | |
| Maltese (61' Borrelli) Ruffolo Pirozzi Toscano Schioppa Di Sole Buttazzoni Nigro (83' Ferrara) Pignatta (69' Ferraro) Sekkoum Santaniello | Formazioni | Floris F. Sanna Gerardi Bregliano Pinna Manzo (90' Sanneris) Cordeddu (68' Soddu) Friscia (54' Pili) Trotti Steri Figos |
| Pensabene | Allenatori | Mereu |